# Patricio Gutiérrez
Patricio Javier Gutiérrez Olivos (Curicó, Chile, 20 de marzo de 1983) es un exfutbolista chileno. Jugaba de defensa y se retiró en Independiente de Cauquenes en la Segunda División Profesional de Chile.

## Carrera deportiva
Después de iniciarse en las divisiones menores del club amateur Huracán de Romeral, Patricio Gutiérrez defendió a Curicó Unido en el campeonato de Tercera División 2002. Sus buenas actuaciones le permiten dar el salto a Colo-Colo, donde estuvo por tres años, aunque sólo jugando partidos amistosos.
Partió a préstamo en 2006 a Deportes Antofagasta. En el norte hizo su estreno en partidos oficiales del profesionalismo, y al año siguiente retornó a la zona central, para jugar seis meses en Unión La Calera de Primera B.
Su correcto desempeño en la banda izquierda del cuadro cementero, hace que Audax Italiano se fije en él y lo fiche a mediados de 2007. En La Florida adquiere notoriedad, permaneciendo por un año y medio, teniendo la posibilidad de jugar encuentros internacionales en la Copa Sudamericana 2007 y Copa Libertadores 2008.
Por motivos familiares, regresa en 2009 a su ciudad natal para volver a jugar en Curicó Unido, ahora en Primera División. A pesar de que Curicó descendió a Primera B a fin de año, se mantuvo en el club una temporada más, para fichar en San Luis de Quillota en 2011.
Tras seis meses con el cuadro canario, fue contratado por Deportes Iquique para jugar el campeonato Clausura 2011 de Primera División y la Copa Sudamericana 2011. Fue sancionado por el club debido a un acto de indisciplina (arrojar la camiseta al suelo tras ser cambiado por el DT, en un partido contra Universidad de Chile).
Levantó la copa como campeón de Primera B 2013-14 con San Marcos de Arica. Después vistió las camisetas de Rangers y nuevamente, Curicó Unido. En 2016, y con 33 años, fue transferido a Independiente de Cauquenes de la Segunda División Profesional de Chile. En el cuadro rojo demostró una gran calidad, siendo uno de los jugadores más longevos del equipo, con casi 40 partidos jugadores y más de 10 goles anotados, se retiró del fútbol a mediados de 2017.

## Clubes

### Como jugador
| Club                       | País  | Año       |
| -------------------------- | ----- | --------- |
| Curicó Unido               | Chile | 2002      |
| Colo-Colo                  | Chile | 2003-2005 |
| Deportes Antofagasta       | Chile | 2006      |
| Unión La Calera            | Chile | 2007      |
| Audax Italiano             | Chile | 2007-2009 |
| Curicó Unido               | Chile | 2009-2010 |
| San Luis de Quillota       | Chile | 2011      |
| Deportes Iquique           | Chile | 2011      |
| Deportes Antofagasta       | Chile | 2012      |
| Cobresal                   | Chile | 2012-2013 |
| San Marcos de Arica        | Chile | 2013-2014 |
| Rangers                    | Chile | 2014-2015 |
| Curicó Unido               | Chile | 2015-2016 |
| Independiente de Cauquenes | Chile | 2016-2017 |

### Como entrenador
| Club                  | País  | Año  |
| --------------------- | ----- | ---- |
| Curicó Unido Femenino | Chile | 2019 |

## Palmarés

### Campeonatos nacionales
| Título    | Equipo              | País  | Año     |
| --------- | ------------------- | ----- | ------- |
| Primera B | San Marcos de Arica | Chile | 2013-14 |